# Brachenleite bei Tauberbischofsheim
Die Brachenleite bei Tauberbischofsheim ist ein Naturschutzgebiet in Tauberbischofsheim im Main-Tauber-Kreis in Baden-Württemberg.

## Geographie
Das Naturschutzgebiet liegt auf der Gemarkung Tauberbischofsheims. Es umfasst die Plateauflächen des ehemaligen Standortübungsplatzes der Bundeswehr, der östlich von Tauberbischofsheim gelegen ist, zwischen dem Waldgebiet Moosig im Nordwesten und den Waldgebieten Grünsfelder Tannen und Lauswinkel im Osten und Südosten.

## Geschichte

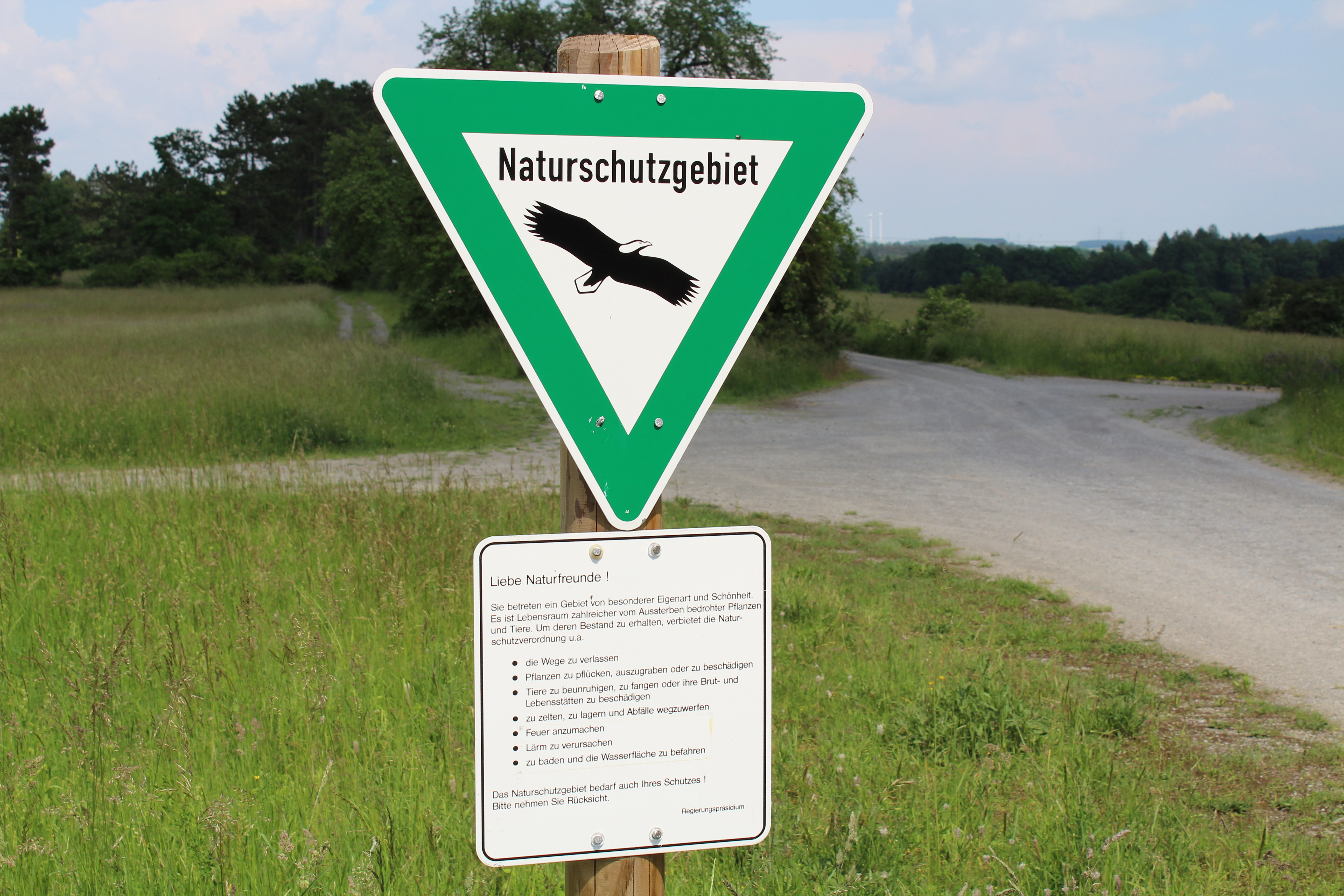
Hinweisschild im Naturschutzgebiet Brachenleite bei Tauberbischofsheim (seit 2014)

Die Kurmainz-Kaserne der Bundeswehr in Tauberbischofsheim wurde im Jahre 2008 aufgegeben. Mit einer Verordnung des Regierungspräsidiums Stuttgart über das Naturschutzgebiet „Brachenleite bei Tauberbischofsheim“ vom 17. Dezember 2014 wurde das Schutzgebiet auf Teilen des ehemaligen Truppenübungsplatzes ausgewiesen.

## Schutzzweck
Schutzzweck ist der Erhalt und die Entwicklung von extensiv bewirtschaftetem Grünland im Komplex mit Saumgesellschaften, Hecken und Hutewaldbereichen über Hauptmuschelkalk, insbesondere:
- der Erhalt und die Entwicklung von Kalkmagerrasen, wärmeliebenden Saumgesellschaften im Komplex mit Hecken;
- der Erhalt und die Entwicklung von großflächigen Magerrasen über Hauptmuschelkalk aus einem Komplex aus halbruderalen Halbtrockenrasen und Magerrasen;
- der Erhalt und die Entwicklung von artenreichen mageren Flachlandmähwiesen;
- der Erhalt und die Entwicklung von strukturreichen Übergangsbereichen zwischen Wald- und Offenlandstandorten.

Schutzzweck ist auch der Erhalt und die Entwicklung der Lebens-, Fortpflanzungs-, Nahrungs- und Ruhestätten der an diese Standorte angepassten Tier- und Pflanzenarten.

## Flora und Fauna
In der Brachenleite konnten über 800 Tier- und Pflanzenarten nachgewiesen werden. Viele davon stehen in den Roten Listen gefährdeter Arten oder sind in Vorwarnlisten aufgeführt. Auffällig ist, dass der Kreuz-Enzian im Bereich Brachenleite mit einem Bestand von rund 900 Stöcken vertreten ist. Diese Bestandsdichte stellt außerhalb der Schwäbischen Alb das größte Vorkommen dieser gefährdeten Pflanzenart in Baden-Württemberg dar. Der noch seltenere Kreuzenzian-Ameisenbläuling findet im Bereich der Brachenleite ideale und durch das Naturschutzgebiet gesicherte Lebensbedingungen vor.
Da die Flora und Fauna in den vergangenen Jahren unter dem Durchgangsverkehr litt, beschloss der Gemeinderat Tauberbischofsheim im Oktober 2019, das Naturschutzgebiet für motorisierten Verkehr zu sperren. Im Oktober 2020 wurden vom Regierungspräsidium Stuttgart entsprechende Schilder aufgestellt.

Seltene Pflanzen- und Tierarten im Bereich der Brachenleite bei Tauberbischofsheim
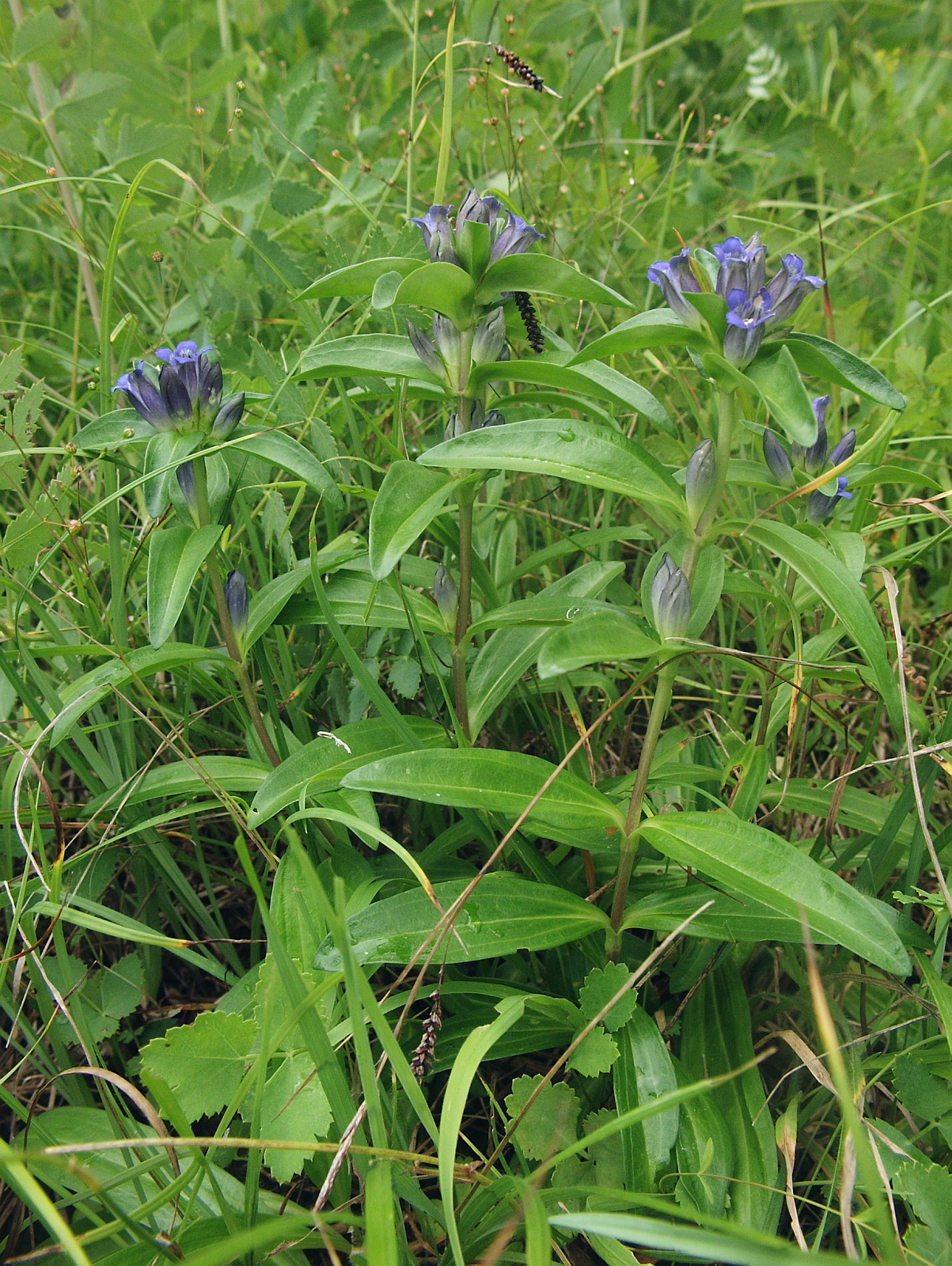
Kreuz-Enzian (Gentiana cruciata)
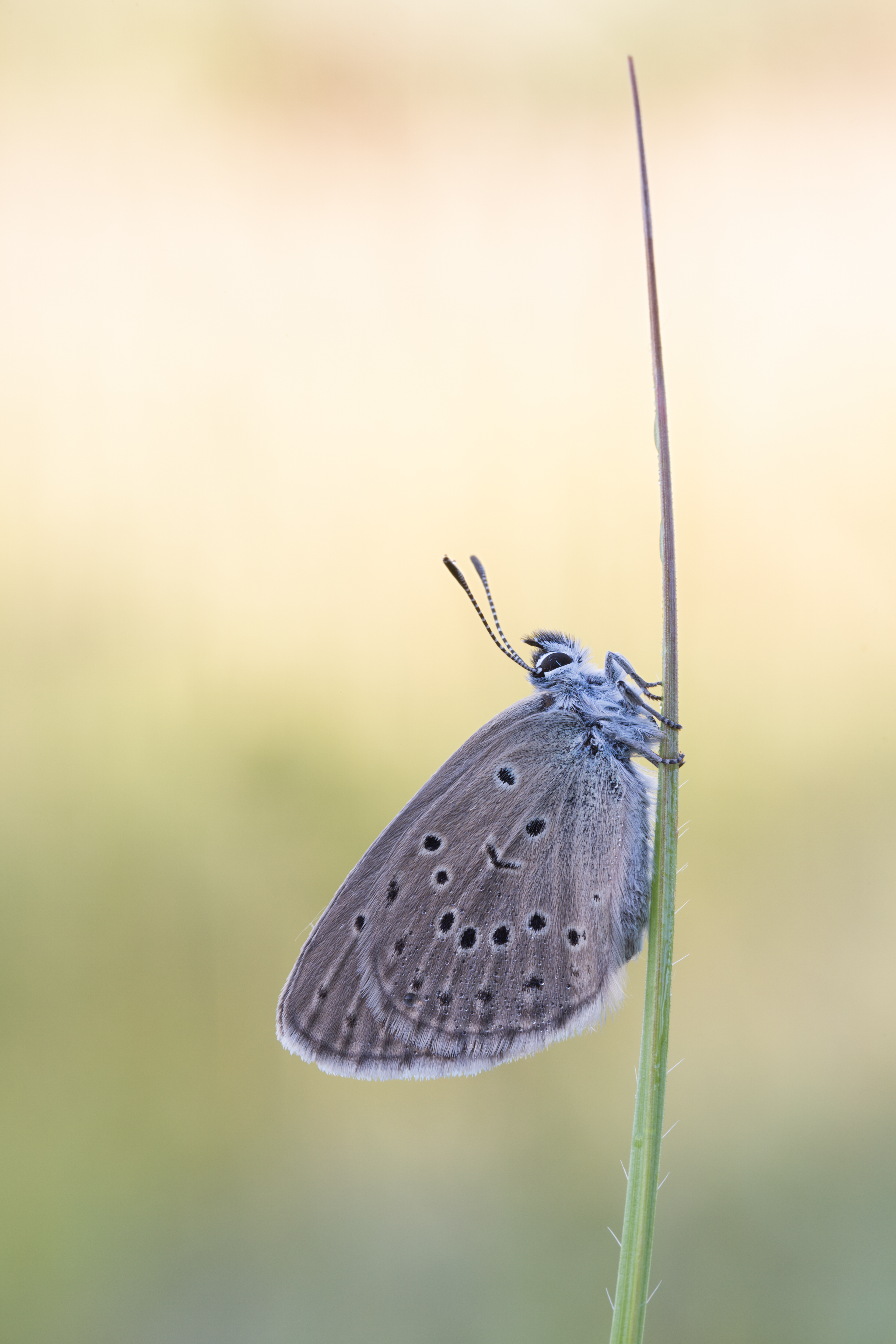
Kreuzenzian-Ameisenbläuling (Phengaris rebeli)